# ولاية نمنغان
ولاية نمنغان (بالإنجليزية: Namangan Region)‏ هي إحدى ولايات أوزبكستان تقع في أقصى شرق أوزبكستان. يقدر عدد سكانها بـ 1,862,000 نسمة .